# The Terminator
The Terminator (bra: O Exterminador do Futuro; palop/prt: O Exterminador Implacável) é um filme britano-estadunidense de 1984, dos gêneros ficção científica, ação e suspense, dirigido por James Cameron.
Trata-se do primeiro da franquia Terminator. Produzido por Pacific Western Productions, Cinema '84 e Greenberg Brothers Partnership e distribuído pela Orion Pictures e Hemdale Film Corporation, é estrelado por Arnold Schwarzenegger, Michael Biehn, Linda Hamilton, Lance Henriksen e Paul Winfield. Na obra, um ciborgue (androide cujo esqueleto é recoberto por tecido vivo) com inteligência artificial, designado Cyberdyne Systems Model 101 - 800 Series Terminator (Schwarzenegger), é transportado no tempo, de 2029 até o dia 12 de maio de 1984, com o objetivo de alterar o curso da história e consequentemente, o futuro.
The Terminator foi aclamado pela crítica especializada, tendo 100% de aprovação dos especialistas no site Rotten Tomatoes. O longa é visto por críticos e pelo grande público como um dos precursores do gênero ficção científica.[carece de fontes?] Dada sua importância para o cinema, foi selecionado em 2008, pela Biblioteca do Congresso dos Estados Unidos, para ser preservado na National Film Registry, sendo considerado "culturalmente, historicamente ou esteticamente significativo".[carece de fontes?]
Na época de seu lançamento, ficou por duas semanas em primeiro lugar na bilheteria dos Estados Unidos e Canadá. Tornou-se um sucesso comercial, faturando mais de US$ 78 milhões com um orçamento de US$ 6,4 milhões. O filme lançou James Cameron, que até então só havia dirigido dois filmes, a outro patamar no cinema de Hollywood.[carece de fontes?] The Terminator também foi responsável pela consolidação da carreira de Arnold Schwarzenegger, que estrelara Conan the Barbarian e sua continuação, Conan the Destroyer.[carece de fontes?]

## Enredo
Em 2029 uma inteligência artificial chamada Skynet será criada para toda a rede de defesa americana, porém sairá de controle e irá considerar todos os humanos uma ameaça, então irá roubar todos os códigos de lançamento de todas as bombas nucleares dos Estados Unidos e lançá-las contra alvos russos, provocando uma guerra nuclear. Os sobreviventes serão cercados pelos CAs (caçadores assassinos) e serão enviados para campos de extermínio. À beira da extinção, um homem chamado John Connor irá liderar os humanos num levante contra as máquinas. Ensinando formas de enganá-las, John vai levar os humanos para uma vantagem. Prestes a ser destruída, a Skynet irá enviar um ciborgue Cyberdyne 101 para matar Sarah Connor, mãe de John, antes mesmo dele nascer. Após capturarem um complexo de laboratórios, a resistência descobre o plano da Skynet e o tenente Kyle Reese se oferece para ir ao passado no ano de 1984 proteger Sarah mesmo sabendo que o complexo será destruído, e ele e o exterminador ficarão presos no passado para sempre.
Após chegar ao presente, o exterminador rouba uma loja de armas e procura pelo endereço de Sarah Connor em uma lista telefônica (pois a Skynet só sabia o nome e o sobrenome da mãe de John e o local onde ela morava, Los Angeles) e encontra três mulheres com esse nome. O exterminador vai até elas, mata duas delas, restando apenas a Sarah certa. Enquanto que Kyle ao chegar ao presente, rouba uma espingarda de uma viatura da polícia. Em uma noite, quando Sarah vai para uma boate, o exterminador vai até sua casa e mata sua colega de quarto Ginger e seu namorado, mas através de uma mensagem telefônica enviada por Sarah para Ginger, ele consegue descobrir sua localização e usando a foto da carteira de motorista de Sarah, o exterminador finalmente descobre sua aparência. Ele vai até à boate e quando estava prestes a matá-la, Kyle dispara contra ele salvando-a. Os dois fogem do local roubando um carro e ele explica-lhe que teve de esperar o exterminador atacar para identificá-lo.
Os primeiros robôs infiltrados tinham pele de borracha e eram fáceis de se identificar, mas depois foram produzidas peles mais reais, sangue e tudo para torná-los mais humanos, e por isso era preciso usar cães para identificá-los. O exterminador rouba um carro da polícia e começa a persegui-los e outras viaturas são chamadas. A perseguição termina com Kyle fazendo o ciborgue bater contra uma parede, mas eles acabam sendo encurralados pela polícia. Kyle e Sarah são levados até à delegacia e o exterminador foge (pois havia ficado sem munição). Kyle é interrogado pelos polícias, mas ninguém acredita nele e acham que ele é louco.
Pouco depois, o exterminador armado invade a delegacia atrás de Sarah dando início a um tiroteio onde vários polícias são mortos. Kyle e Sarah usam o tumultuo para escapar. Eles fogem até um motel onde Reese revela que sabia que ela era a Sarah verdadeira, pois John tinha dado uma foto dela para ele e ele havia se apaixonado por ela, por isso se voluntariou. Os dois fazem amor. O exterminador, usando a agenda de Sarah, descobre o endereço de sua mãe e vai à casa dela onde ele a mata. Em uma conversa por telefone com Sarah (o ciborgue copia a voz da mãe de Sarah) descobre em qual motel estavam. Sarah e Kyle percebem a chegada do exterminador graças aos latidos de um cachorro do motel e eles novamente roubam um carro e fogem e o exterminador começa a persegui-los com uma moto e dispara várias vezes contra eles, então Kyle joga bombas caseiras contra o ciborgue, porém não acerta nenhuma e acaba sendo baleado e perde a consciência. Então Sarah faz uma manobra que como consequência derruba o exterminador da moto. Logo em seguida, ele é atropelado por um caminhão de combustível, enquanto o carro que ela dirigia acaba capotando.
Sarah faz Kyle recobrar os sentidos, e o exterminador toma conta do caminhão e tenta atropelar Sarah e Kyle, que fogem a pé. Kyle para e manda Sarah continuar correndo, então acende e joga uma bomba no cano de escapamento do caminhão. A explosão destrói o caminhão e a parte biológica do exterminador, mas a sua parte robótica continua funcionando. Eles correm até uma fábrica, onde Kyle usa uma barra de aço para atacar o exterminador, mas não consegue causar nenhum dano ao robô, que o golpeia no rosto jogando-o a certa distância. Quando ia agarrá-lo, Kyle acende e coloca sua última bomba numa vértebra do exterminador causando uma explosão. Reese morre na explosão, que destrói o corpo do robô da cintura para baixo, e alguns de seus estilhaços atingem as pernas de Sarah, impedindo-a de andar. O exterminador contudo ainda segue funcionando. Ele começa a perseguir Sarah, que rasteja até uma prensa. Ao atravessar a prensa, ela fecha a grade prendendo o exterminador dentro, ele a agarra pelo pescoço e tenta estrangulá-la, mas ela consegue apertar o botão e ligar a prensa derrotando o exterminador finalmente.
O filme termina com Sarah (que havia sido engravidada por Kyle) no México gravando uma fita para John dizendo para ele não deixar de mandar Reese para o passado por ele ser seu pai, pois se não fizer isso, nunca irá existir. Enquanto isso um menino bate uma foto de Sarah e a vende a ela por 4 dólares. Essa será a foto que Sarah dará a seu filho e que, no futuro, será dada por John ao Kyle, originando a paixão dele por Sarah.

## Elenco
| Ator / Atriz          | Personagem         |
| --------------------- | ------------------ |
| Arnold Schwarzenegger | Exterminador       |
| Linda Hamilton        | Sarah Connor       |
| Michael Biehn         | Kyle Reese         |
| Earl Boen             | Dr. Silberman      |
| Lance Henriksen       | Detetive Vukovich  |
| Paul Winfield         | Tenente Ed Traxler |
| Bess Motta            | Ginger             |
| Rick Rossovich        | Matt               |
| Bill Paxton           | Líder Punk         |
| Brian Thompson        | Punk Loiro         |
| Dick Miller           | Dono da loja       |
| Ed Dogans             | Policial           |
|                       | Locutor            |

## Produção

### Desenvolvimento
Em Roma, Itália, durante o lançamento de Piranha II: The Spawning (1982), o diretor James Cameron adoeceu e sonhou com um torso metálico segurando facas de cozinha se arrastando de uma explosão. Inspirado pelo diretor John Carpenter, que fez o filme de terror Halloween (1978) com um orçamento baixo, Cameron usou o sonho como uma "plataforma de lançamento" para escrever um filme num estilo do mesmo gênero. O agente de Cameron não gostou do conceito inicial do filme de terror e pediu que ele trabalhasse em outra coisa; após isso, Cameron dispensou seu agente.
Cameron voltou para Pomona, Califórnia, e ficou na casa do escritor de ficção científica Randall Frakes, onde escreveu o rascunho de The Terminator. Cameron utilizou como influências alguns filmes de ficção científica dos anos cinquenta, a série de televisão fantasiosa dos anos 1960 The Outer Limits e filmes contemporâneos como The Driver (1978) e Mad Max 2 (1981). Para traduzir o rascunho em um script, Cameron recrutou seu amigo Bill Wisher, que tinha uma abordagem semelhante para contar histórias; Cameron deu a Wisher cenas envolvendo Sarah Connor e o departamento de polícia para escrever. Como Wisher morava longe de Cameron, os dois comunicaram ideias gravando fitas do que escreveram por telefone. Frakes e Wisher escreveriam mais tarde a novelização do filme lançada nos Estados Unidos.
O esboço inicial do script envolveu dois exterminadores sendo enviados para o passado. O primeiro era semelhante ao Exterminador do filme, enquanto o segundo era feito de metal líquido e não podia ser destruído com armamento convencional. Contudo, Cameron sentiu que a tecnologia da época era incapaz de criar o segundo exterminador líquido, e voltou à ideia com o personagem T-1000 (utilizado anos mais tarde em Terminator 2: Judgment Day).

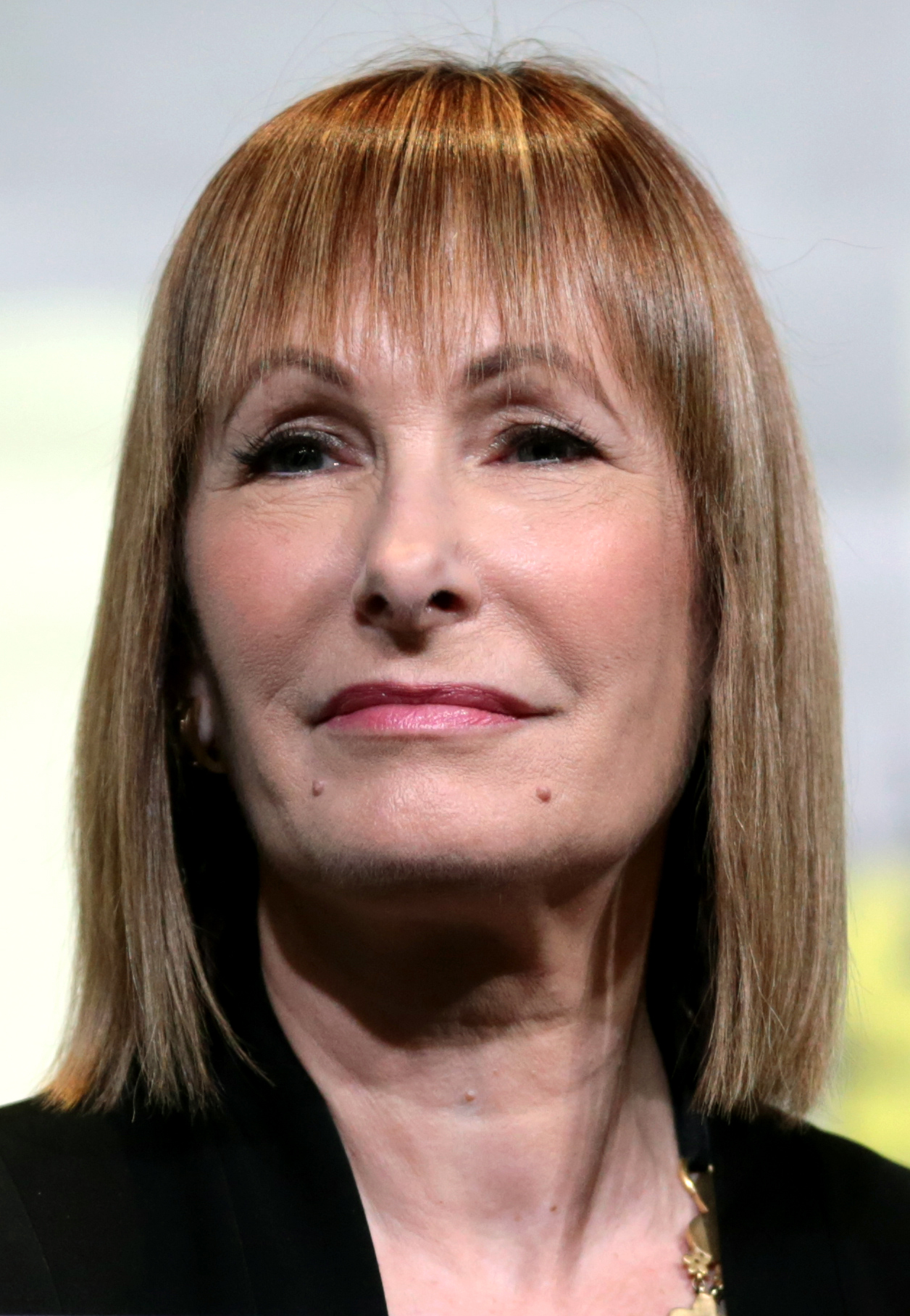
Gale Anne Hurd comprou os direitos de The Terminator de James Cameron por apenas um dólar.

Gale Anne Hurd, que havia trabalhado na New World Pictures como assistente de Roger Corman, mostrou interesse no projeto. Cameron vendeu os direitos de The Terminator para Hurd por um dólar com a promessa de que ela o produziria apenas se Cameron fosse dirigi-lo. Hurd sugeriu edições ao roteiro e recebeu os créditos de roteirista do filme, embora Cameron tenha declarado que ela "não escreveu nada". Cameron e Hurd tinham amigos que trabalharam com Corman anteriormente e que estavam trabalhando na Orion Pictures (hoje pertencente à MGM). A Orion concordou em distribuir o filme se Cameron conseguisse apoio financeiro em outro lugar. O roteiro foi escolhido por John Daly, presidente da Hemdale Film Corporation. Daly e seu vice-presidente executivo e chefe de produção Derek Gibson se tornaram produtores executivos do projeto.
James Cameron queria sua proposta para que Daly finalizasse o negócio e pediu a seu amigo Lance Henriksen que aparecesse cedo na reunião vestido e agindo como o Exterminador do filme. Henriksen, vestindo uma jaqueta de couro, cortes falsos no rosto e folha de ouro nos dentes, chutou a porta do escritório e sentou-se em uma cadeira; Cameron chegou logo após e dispensou a equipe do ato de Henriksen. Daly ficou impressionado com o roteiro, os esboços e a paixão de Cameron pelo filme. No final de 1982, Daly concordou em apoiar o filme com a ajuda da HBO e da própria Orion. The Terminator foi originalmente orçado em US$ 4 milhões e posteriormente foi aumentado para US$ 6,5 milhões. Além da Hemdale, a Pacific Western Productions, a Euro Film Funding e a Cinema'84 foram creditadas como produtoras após o lançamento do filme.

### Escolha de elenco
Para o papel de Kyle Reese, a Orion queria uma estrela cuja popularidade estivesse crescendo nos Estados Unidos, mas que também tivesse apelo estrangeiro. O co-fundador da Orion, Mike Medavoy, conheceu Arnold Schwarzenegger e enviou a seu agente o roteiro de The Terminator. Cameron estava incerto sobre escalar Schwarzenegger como Reese, pois ele sentiu que precisaria de alguém ainda mais famoso para interpretar o Exterminador. Sylvester Stallone e Mel Gibson recusaram o papel do Exterminador. O estúdio sugeriu O.J. Simpson, mas Cameron não achava que Simpson, naquela época, seria crível como um assassino.

Cameron concordou em se encontrar com Schwarzenegger e traçou um plano para evitar escalá-lo; ele arranjaria uma briga com ele e voltaria para Hemdale e o consideraria inadequado para o papel. No entanto, Cameron foi entretido por Schwarzenegger, que falaria sobre como o vilão deveria ser interpretado. Cameron começou a desenhar seu rosto em um bloco de notas e pediu a Schwarzenegger que parasse de falar e ficasse quieto. Após a reunião, Cameron voltou para Daly dizendo que Schwarzenegger não interpretaria Reese, mas que "ele seria um exterminador do inferno".

Escolher Arnold Schwarzenegger como nosso Exterminador, por outro lado, não deveria ter funcionado. O cara deveria ser uma unidade de infiltração, e não há como você não detectar um Exterminador no meio da multidão instantaneamente se todos eles se parecem com Arnold. Não fazia sentido algum. Mas a beleza dos filmes é que eles não precisam ser lógicos. Eles apenas precisam ter plausibilidade. Se há algo visceral e cinematográfico acontecendo de que o público gosta, eles não se importam se isso vai contra o que é provável.

—James Cameron sobre a escalação de Arnold Schwarzenegger.
Schwarzenegger não ficou tão animado com o filme; durante uma entrevista no set de Conan, o Destruidor, um entrevistador perguntou-lhe sobre um par de sapatos que ele tinha, que pertencia ao guarda-roupa de The Terminator, a qual Schwarzenegger respondeu: "Oh, que filme de merda estou fazendo, levei algumas semanas". Ele relatou em suas memórias que inicialmente hesitou o papel, mas pensou que interpretar um robô em um filme contemporâneo seria uma mudança desafiadora de ritmo comparado a Conan e que o filme era discreto o suficiente para não prejudicar sua carreira caso não fizesse sucesso. Em uma entrevista posterior, Schwarzenegger admitiu que ele e o estúdio o consideravam apenas mais um filme B de ação, já que "no ano anterior [1980] foi lançado The Exterminator, agora era um 'The Terminator'... O que mais vai ser o próximo tipo de coisa que irão inventar?". Foi só quando viu vinte minutos da primeira edição que ele percebeu que "[o filme] é muito intenso, isso é selvagem, acho que nunca vi nada parecido antes" e percebeu que "isso poderia ser maior do que todos nós pensamos". Para se preparar para o papel, Schwarzenegger passou três meses treinando com armas para ser capaz de usá-las e se sentir confortável perto delas. Schwarzenegger fala apenas dezessete frases no filme e menos de cem palavras. Cameron disse: "De alguma forma, até seu sotaque funcionou... Ele tinha uma estranha qualidade sintetizada, como se ele não tivesse um sotaque".
Vários outros atores foram sugeridos para o papel de Reese, incluindo o músico de rock Sting. Cameron escolheu Michael Biehn. Biehn, que tinha visto Taxi Driver recentemente e tinha aspirações em atuar ao lado de nomes como Al Pacino, Robert De Niro e Robert Redford, estava inicialmente cético, achando que o filme era bobo. Depois de se encontrar com Cameron, Biehn mudou de ideia. Hurd afirmou que escolher os atores para Sarah Connor e Kyle Reese foi difícil pois "[Kyle e Sarah] têm muito pouco tempo para se apaixonar [no filme]. Muitas pessoas fizeram as audições [para os papéis] e simplesmente não conseguiram nos convencer". Para entrar no personagem de Reese, Biehn estudou o movimento de resistência polonês na Segunda Guerra Mundial.
Nas primeiras páginas do roteiro, Sarah Connor é descrita como tendo "dezenove anos, traços pequenos e delicados. Bonita de uma forma imperfeita e simpática. Sua vulnerabilidade mascara uma força que nem ela sabe que existe". Cameron escalou Linda Hamilton, que tinha acabado de filmar Children of the Corn. Rosanna Arquette havia feito o teste anteriormente. Cameron encontrou um papel para Lance Henriksen como Vukovich, já que Henriksen tinha sido essencial para encontrar financiamento para o filme. Para as tomadas de efeitos especiais, Cameron queria Dick Smith, que havia trabalhado em The Godfather e Taxi Driver; Smith não aceitou a oferta de Cameron e sugeriu seu amigo Stan Winston.

### Filmagens
As filmagens de The Terminator estavam programadas para começar no início de 1983 em Toronto, mas foram interrompidas quando o produtor Dino De Laurentiis aplicou uma opção no contrato de Schwarzenegger que o tornaria indisponível por nove meses enquanto ele filmava Conan the Destroyer. Durante o período de espera, Cameron foi contratado para escrever o roteiro de Rambo: First Blood Part II, refinou o roteiro de Terminator e se reuniu com os produtores David Giler e Walter Hill para discutir uma sequência de Alien, o Oitavo Passageiro, que se tornou Aliens, lançado em 1986.
Houve uma interferência limitada da Orion Pictures. Duas sugestões apresentadas pelo estúdio incluíam a adição de um andróide canino para Reese, que Cameron recusou, e para fortalecer o interesse amoroso entre Sarah e Reese, que Cameron aceitou. Para criar o visual do Exterminador, Winston e Cameron passaram os esboços de um lado para outro, eventualmente decidindo por um design quase idêntico ao desenho original de Cameron em Roma. Winston teve uma equipe de sete artistas que trabalharam por seis meses para criar um fantoche do Exterminador; foi primeiro moldado em argila, depois em gesso reforçado com nervuras de aço. Essas peças foram lixadas, pintadas e cromadas. Winston esculpiu a reprodução do rosto de Schwarzenegger em várias poses de silicone, argila e gesso.
As sequências ambientadas em 2029 e as cenas de stop-motion foram desenvolvidas pela Fantasy II, uma empresa de efeitos especiais chefiada por Gene Warren Jr. Um modelo de stop-motion é usado em várias cenas do filme envolvendo a estrutura do esqueleto do Exterminador. Cameron queria convencer o público de que o modelo da estrutura era capaz de fazer o que eles viam Schwarzenegger fazer. Para permitir isso, uma cena foi filmada de Schwarzenegger ferido e mancando; esse mancar tornou mais fácil para o modelo imitar Schwarzenegger.
Uma das armas vistas no filme e no pôster deste foi uma pistola AMT Longslide modificada por Ed Reynolds da empresa SureFire para incluir uma mira a laser. As versões não funcionais e funcionais das armas foram criadas. Na época em que o filme foi feito, os lasers de diodo não estavam disponíveis com facilidade; por causa do requisito de alta potência, o laser de hélio-néon à vista usava uma fonte de alimentação externa que Schwarzenegger precisava ativar manualmente. Reynolds afirma que sua única compensação pelo projeto foi o material promocional do filme.
Em março de 1984, o filme começou a ser produzido em Los Angeles. Cameron sentiu que com Schwarzenegger no set, o estilo do filme mudou, explicando que "o filme assumiu um brilho maior do que a vida. Eu me vi no set fazendo coisas que não achava que faria um dia - cenas que eram simplesmente horríveis que simplesmente não podiam ser vistas, porque agora eram muito extravagantes". A maior parte das cenas de ação foram filmadas à noite, o que resultou em cronogramas de filmagem apertados antes do amanhecer. Uma semana antes do início das filmagens, Linda Hamilton torceu o tornozelo, levando a uma mudança de produção em que as cenas em que Hamilton precisava rodar ocorreram tão tarde quanto a programação de filmagem permitia. O tornozelo de Hamilton foi gravado todos os dias e ela passou a maior parte da produção do filme com dor.
Schwarzenegger tentou alterar a frase icônica "I'll be back" ("Eu voltarei"), pois tinha dificuldade em pronunciar o "I'll". Ele também sentiu que seu personagem robótico não falaria nas contrações e que o Exterminador seria mais declarativo. Cameron se recusou a mudar a frase para "I will be back" ("Eu estarei de volta"), então Schwarzenegger trabalhou para dizer a fala da melhor maneira que pôde. Mais tarde, ele diria a clássica frase em vários filmes ao longo de sua carreira.
Depois que a produção de The Terminator terminou, algumas fotos de pós-produção foram necessárias. Estas incluíram cenas mostrando o Exterminador fora do apartamento de Sarah Connor, Reese sendo colocado em um saco de cadáveres, e a cabeça do Exterminador sendo esmagada em uma prensa. A cena final em que Sarah está dirigindo em uma rodovia foi filmada sem permissão; Cameron e Hurd tiveram que convencer um oficial que os confrontou, alegando que eles estavam fazendo um filme estudantil da UCLA.

### Música
A trilha sonora de The Terminator foi composta e tocada em um sintetizador por Brad Fiedel. Fiedel estava com a Agência Gorfaine/Schwartz, onde um novo agente, Beth Donahue, descobriu que Cameron estava trabalhando em The Terminator e lhe enviou uma fita cassete com a música de Fiedel. Fiedel foi convidado para uma exibição do filme com Cameron e Hurd. Hurd não tinha certeza sobre ter Fiedel compondo a trilha sonora, já que ele havia trabalhado apenas na televisão, não em filmes teatrais. Fiedel convenceu os dois mostrando-lhes uma peça experimental em que havia trabalhado, pensando: "Sabe, vou tocar isso para ele porque [o filme] está muito escuro e acho que é interessante para ele"; a música convenceu Hurd e Cameron a contratá-lo.
Fiedel disse que sua trilha reflete "um homem mecânico e seus batimentos cardíacos". Quase toda a música foi tocada ao vivo. O tema do filme é usado nos créditos de abertura e aparece em vários trechos, como uma versão lenta quando Reese morre, e uma versão para piano durante a cena de amor entre ele e Sarah. A trilha foi descrita como "assustadora", embora com uma melodia "aparentemente simples". Fiedel ainda criou uma música para a cena de Reese e Connor estão fugindo do Exterminador na delegacia de polícia, a qual seria apropriada para um "momento heróico", mas Cameron recusou esse tema, pois acreditava que a trilha perderia a empolgação do público.

## Lançamento

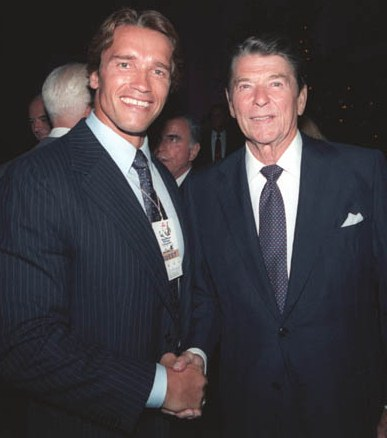
Arnold Schwarzenegger com o presidente estadunidense Ronald Reagan dois meses antes da estreia de The Terminator em 1984.

A Orion Pictures não acreditava no bom desempenho de The Terminator nas bilheterias e temia uma recepção negativa da crítica. Em uma exibição inicial do filme, os agentes dos atores insistiram com os produtores que o filme deveria ser exibido para a crítica. A Orion decidiu realizar apenas uma exibição do filme para a imprensa. O filme estreou em 26 de outubro de 1984. Em sua semana de estreia, The Terminator foi exibido em 1.005 cinemas e arrecadou US$ 4 milhões, tornando-se o número um nas bilheterias. O filme permaneceu em primeiro lugar em sua segunda semana, perdendo o posto na terceira semana para Oh, God! You Devil. James Cameron observou que The Terminator foi um sucesso "em relação ao seu mercado, que fica entre o verão e os sucessos de bilheteria do Natal. Mas é melhor ser um peixe grande em um pequeno lago do que o contrário". The Terminator arrecadou US$ 38,3 milhões nos Estados Unidos e Canadá e US$ 40 milhões em outros territórios para um total mundial de US$ 78,3 milhões.

### Resposta crítica
As respostas críticas contemporâneas ao filme foram mistas. A revista Variety elogiou o filme, chamando-o de uma "história em quadrinhos cinematográfica resplandecente, cheia de virtuosismo na produção de filmes, impulso incrível, performances sólidas e uma história envolvente", completando que "Schwarzenegger é perfeitamente escalado em um retrato mecânico que requer apenas algumas linhas de diálogo". Richard Corliss, crítico de cinema da revista Time disse que o filme tem "bastante conhecimento sobre tecnologia para manter os infiéis e os fãs de ação satisfeitos"; a mesma revista elegeu The Terminator como um dos dez melhores filmes lançados em 1984.
O jornal Los Angeles Times chamou o filme de "um thriller cheio de todos os tipos de guloseimas sangrentas, carregado de cenas de perseguição com injeção de combustível, efeitos especiais inteligentes e um humor astuto". O Milwaukee Journal deu ao filme três estrelas, chamando-o de "o terror de ficção científica mais assustador desde Alien". Uma crítica na revista Orange Coast afirmou que "a virtude distintiva de The Terminator é a sua tensão implacável. Desde o início é tudo ação e violência, sem tempo para configurar a história, é como um filme da franquia Dirty Harry 'aerodinâmico': nenhuma exposição, apenas armas, armas e mais armas". Na edição de maio de 1985 do Cinefantastique, foi referido como um filme que "consegue ser derivado e original ao mesmo tempo [...] desde The Road Warrior [título estadunidense de Mad Max 2], o gênero nunca exibiu tanta carnificina exuberante" e "um exemplo de ficção científica/terror"; a revista ainda afirmou que "a abordagem séria de Cameron [no filme] irá torná-lo um diretor procurado". No Reino Unido, o Monthly Film Bulletin elogiou o roteiro do filme, os efeitos especiais, o design e o desempenho de Schwarzenegger.
Outras resenhas, no entanto, criticaram a violência do longa e a eficiência da produção para se contar a história do filme. O The New York Times opinou que The Terminator era um "filme B talentoso, que tem suspense e personalidade, mas o seu caos consequente torna-se monótono. Há muito deste último, na forma de perseguições de carro, tiroteios confusos e o Sr. Schwarzenegger batendo brutalmente em qualquer coisa que fique em seu caminho". O jornal Pittsburgh Press escreveu uma crítica negativa, chamando o filme de "apenas mais um dos filmes encharcados de feiúra artística como Streets of Fire e Blade Runner". O Chicago Tribune deu ao filme duas estrelas, acrescentando que "às vezes é terrivelmente violento e cheio de suspense, em outras, ele ri de si mesmo. Esse estilo esquizóide na verdade ajuda, fornecendo um pouco de humor apenas quando o enredo da ficção científica fica muito lento ou o diálogo muito piegas". O Newhouse News Service chamou o filme de "uma palhaçada chocante, violenta e pretensiosa". O autor britânico Gilbert Adair chamou o filme de "repelente ao último grau", acusando-o de "nazificação traiçoeira" e de "apelo enraizado em um composto profano de fascinação, fascismo e moda". O filme venceu três troféus do Prêmio Saturno de melhor filme de ficção científica, melhor maquiagem e melhor roteiro.
Em 1991, Richard Schickel da revista Entertainment Weekly revisou o filme dando-lhe uma nota "A", escrevendo que "o que originalmente parecia um grande filme um tanto inflado, embora generoso e enérgico, agora parece um bom pequeno filme" e o chamou de "um dos filmes mais originais da década de 1980 e parece que continuará sendo um dos melhores filmes de ficção científica já feitos". A Film4, do Reino Unido, deu ao filme cinco estrelas, chamando-o de "terror de ação e ficção científica que lançou as carreiras de James Cameron e Arnold Schwarzenegger na estratosfera, tornando-se infinitamente divertido". A revista TV Guide deu ao filme quatro estrelas, referindo-se a ele como uma "imagem incrivelmente eficaz que se torna duplamente impressionante quando se considera seu pequeno orçamento... Mesmo comparado com sua sequência cara, este filme consegue se mostrar muito superior à ela, embora esta também tenha conseguido uma receita alta". A Empire deu ao filme cinco estrelas, chamando-o de "tão assustadoramente eficiente em exigir emoções de seu público quanto seu personagem titular é em executar seus alvos". O banco de dados de filmes allMovie deu ao filme cinco estrelas, dizendo que "estabeleceu James Cameron como um mestre da ação, efeitos especiais e intriga narrativa quase mítica, enquanto transformava Arnold Schwarzenegger na estrela de corpo duro dos anos 1980".

## Pós-lançamento

### Acusação de plágio
O escritor Harlan Ellison afirmou que "amou o filme e que ficou maravilhado com ele", mas acreditava que o roteiro era baseado no conto do episódio "Soldier", que ele havia escrito para a série de TV The Outer Limits, chegando a ameaçar processar os produtores de The Terminator por plágio. A Orion estabeleceu um acordo em 1986 com Ellison e pagou-lhe uma quantia de dinheiro não revelada, além de mencionar o nome do escritor nos créditos finais em cópias posteriores do filme. Alguns relatos do acordo afirmam que "Demon with a Glass Hand", outro episódio de The Outer Limits, também escrito por Ellison, também foi alegado como tendo sido plagiado pelo filme, mas o próprio Ellison afirmou explicitamente que The Terminator "era uma cópia" de "Soldier" ao invés de "Demon with a Glass Hand".
James Cameron foi contra a decisão da Orion e foi informado de que se ele não concordasse com o acordo, ele teria que pagar quaisquer danos se a Orion perdesse um eventual processo judicial movido por Ellison. Cameron respondeu que "não tinha escolha a não ser concordar com o acordo. Claro que havia uma ordem de silêncio por parte da Orion também, então eu não poderia contar muito sobre essa história, mas agora francamente não me importo. É a verdade".

### Análise temática
O psicanalista Darian Leader vê The Terminator como um exemplo de como o cinema lidou com o conceito da masculinidade. Ele escreve: "É nos mostrado repetidamente que ser um homem requer mais do que ter o corpo biológico de um homem: algo a mais deve ser adicionado a isso. Ser um homem significa ter um corpo mais simbólico, algo que em última análise não é humano. Daí o motivo frequente do homem-máquina, do homem de The Six Million Dollar Man, do The Terminator ou Robocop".
O filme também explora os perigos potenciais do domínio das inteligências artificais. Os robôs se tornam autoconscientes no futuro, rejeitam a autoridade humana e determinam que a raça humana precisa ser destruída. O impacto desse tema é tão importante que "a representação visual predominante do risco dessas inteligências artificiais tornou-se o robô Exterminador".

### Mídia doméstica

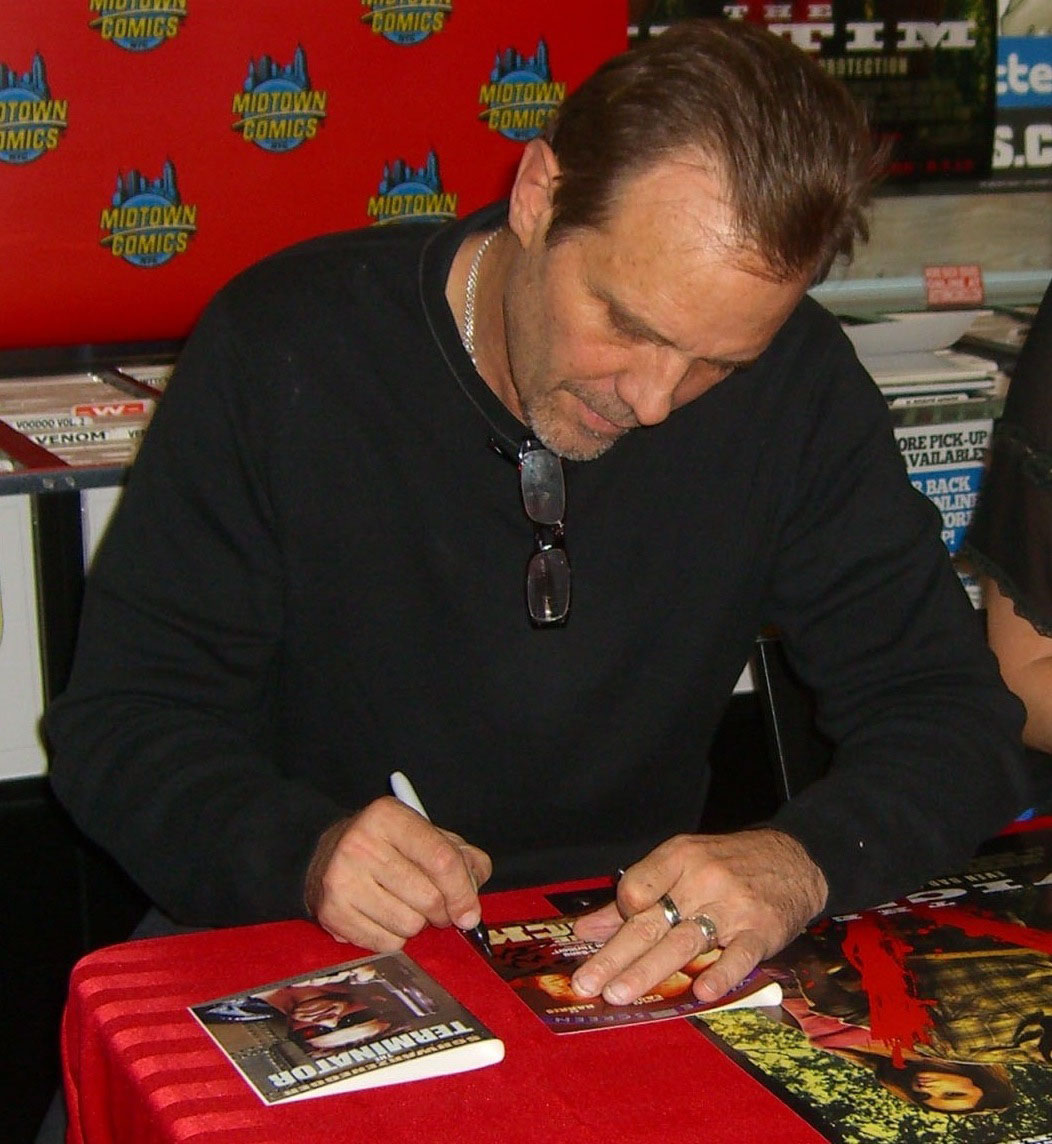
Michael Biehn assinando uma cópia da capa do filme durante a Midtown Comics em 2012.

The Terminator foi lançado em VHS e Betamax em 1985. O filme teve um bom desempenho financeiro em seu lançamento doméstico inicial: estreou em trigésimo quinto lugar nas principais locações de videocassetes e em vigésimo lugar nas paradas de vendas de videocassetes; em sua segunda semana, The Terminator alcançou a quarta posição no ranking de locações de fitas e a décima segunda no ranking de vendas. Em março de 1995 o filme foi lançado pela primeira vez em Laserdisc. O filme ganhou sua primeira versão em DVD em 3 de setembro de 1997, sendo lançado pela Image Entertainment; a IGN criticou o lançamento em DVD do filme, alegando que o disco era um "lançamento bastante básico, contendo um som mono e uma conversão digital pobre".
Por meio da aquisição do catálogo da biblioteca de filmes pré-1996 da PolyGram Filmed Entertainment, a MGM Home Entertainment lançou uma edição especial do filme em 2 de outubro de 2001, que incluía bônus como documentários sobre a produção e o roteiro, além de trailers do filme. Em 23 de janeiro de 2001, uma edição em VCD de Hong Kong foi disponibilizada online. Em 20 de junho de 2006, o filme foi lançado em Blu-ray pela Sony Pictures Home Entertainment nos Estados Unidos, tornando-se o primeiro filme da década de 1980 a ser lançado nesse formato. Em 2013, o filme foi relançado pela 20th Century Fox Home Entertainment em Blu-ray, com uma remasterização digital em 4K feita pela empresa Lowry Digital, sendo supervisionada por James Cameron, que apresentou uma qualidade de imagem aprimorada, bem como recursos especiais mínimos, como cenas excluídas e um making-of.

## Legado
Em 1998, o livro Halliwell's Film Guide descreveu o filme como "uma aventura de quadrinhos escorregadia, bastante desagradável, mas inegavelmente atraente". O agregador de críticas cinematográficas Rotten Tomatoes reportou um "certificação fresca" para o filme, a qual obteve uma classificação de 100% com uma pontuação média de 8,8/10 baseado em 64 opiniões; o consenso do site diz: "Com suas sequências de ação impressionantes, direção econômica rígida e ritmo implacavelmente rápido, fica claro por que The Terminator continua a ser uma influência na ficção científica e nos filmes de ação". O filme também obteve a pontuação 84/100 ("aclamação universal") no site agregador de críticas Metacritic, com base em 21 resenhas.
The Terminator foi agraciado em algumas listas do American Film Institute. O filme ficou em quadragésimo segundo lugar na 100 Years... 100 Thrills, uma lista dos filmes mais emocionantes feitos nos Estados Unidos; o personagem Exterminador foi classificado na vigésima segunda posição na lista dos maiores heróis e vilões do cinema estadunidense. A frase de efeito de Schwarzenegger "I'll be back" foi eleita a trigésima sétima maior citação dita em um filme pela AFI. Em 2005, a revista britânica Total Film nomeou The Terminator como o septuagésimo segundo melhor filme já feito.
Em 2008, a revista Empire selecionou The Terminator como um dos 500 maiores filmes de todos os tempos. A mesma revista também colocou o Exterminador em 14º em sua lista de 100 maiores personagens em filmes.
Em 2008, The Terminator foi considerado "culturalmente, historicamente ou esteticamente significativo" pela Biblioteca do Congresso e selecionado para preservação no National Film Registry dos Estados Unidos.
Em 2010, a Independent Film & Television Alliance selecionou o filme como um dos 30 filmes independentes mais significativos dos últimos trinta anos.
Em 2015, The Terminator constou entre os filmes incluídos no livro 1001 Filmes para Ver antes de Morrer.

### Outras mídias
A trilha sonora do filme foi lançada em 1984, incluindo a trilha sonora de Brad Fiedel e as canções pop e rock usadas nas cenas dos clubes de dança. Shaun Hutson escreveu uma novelização do filme que foi publicada em 21 de fevereiro de 1985, pela Star Books, com sede em Londres; Randal Frakes e William Wisher escreveram uma outra novelização diferente para Bantam/Spectra, publicada em outubro de 1985. Em setembro de 1988, a NOW Comics lançou uma história em quadrinhos baseada no filme. A Dark Horse Comics publicou uma história em quadrinhos em 1990, que foi ambientada trinta e nove anos depois dos eventos do filme. Vários videogames baseados em The Terminator foram lançados entre 1991 e 1993 para várias plataformas da Nintendo e Sega.

## Sequências e franquia
O filme deu início à longa franquia Terminator, com sua primeira sequência, Terminator 2: Judgment Day, considerada por muitos como uma das maiores sequências de todos os tempos, lançada em 1991. A franquia atualmente consiste em seis filmes, incluindo o mais recente lançamento: Terminator: Dark Fate, além de outras adaptações em outras mídias. O biógrafo de Arnold Schwarzenegger, Laurence Leamer, escreveu que The Terminator "foi um filme influente que afetou toda uma geração de ficção científica em tons sombrios e foi uma das melhores performances de Arnold".